# Mario Gaspar
Mario Gaspar Pérez Martínez, noto semplicemente come Mario (Novelda, 24 novembre 1990), è un calciatore spagnolo, di ruolo difensore, svincolato.

## Caratteristiche tecniche
È un terzino destro, che può agire anche sulla fascia destra a centrocampo, dotato di una buona corsa e grande agilità, abile nella fase difensiva, possiede inoltre un buon tiro dalla distanza.

## Carriera

### Club

#### Villarreal
Mario Gaspar è cresciuto nelle giovanili del Villarreal, per il quale ha giocando in tutte le categorie minori.
Dal 2008 al 2011, si è messo a disposizione di Juan Carlos Garrido, tecnico della Villarreal B. Nella seconda squadra ha disputato 85 gare senza mai andare a segno. In precedenza aveva militato per il Villarreal C, ottenendo 15 presenze e una rete.
Il 15 marzo 2009, all'età di 18 anni, ha fatto il suo debutto in Primera División, la massima serie spagnola, esordendo al Vicente Calderón nella gara persa per 3-2 contro il Atletico Madrid. In quell'occasione Manuel Pellegrini lo sostituì a Giuseppe Rossi al 66º minuto di gioco.
Dal settembre 2010 è stato aggregato all'organico della prima squadra dove ha ritrovato Juan Carlos Garrido cui il club ha affidato la guida della squadra principale. Ha disputato la prima gara in campionato avanti ai suoi tifosi il 24 ottobre 2010 all'El Madrigal vincendo 2-0 contro l'Atletico Madrid. Attualmente è il capitano del Submarino
Amarillo.
Il 28 luglio 2022 saluta la squadra dopo 15 stagioni con 424 presenze collezionate e 11 gol segnati risultando il terzo giocatore per presenze ufficiali nella storia del club.

#### Watford
Il 29 luglio 2022, un giorno dopo avere rescisso, firma per il Watford.
Il 1º luglio 2023 viene annunciata la sua separazione dal club londinese.

### Nazionale
Vanta tredici presenze e due reti con la Spagna Under-19 una presenza con la Spagna Under-20 e una nella Spagna Under-21.
Il 12 ottobre 2015 fa il suo debutto ufficiale con la nazionale maggiore nella gara di Kiev, giocando da titolare e segnando all'esordio con un preciso colpo di testa, nella partita valida per le Qualificazioni al campionato europeo di calcio 2016, contro l'Ucraina e risultatosi decisivo nella vittoria esterna delle "furie rosse". Si ripete nuovamente, il 13 novembre seguente, contro l'Inghilterra in amichevole, segnando un fantastico goal in acrobazia.

## Statistiche

### Presenze e reti nei club
Statistiche aggiornate al 2 ottobre 2024.
| Stagione            | Squadra             | Campionato          | Campionato | Campionato | Coppe nazionali | Coppe nazionali | Coppe nazionali | Coppe continentali | Coppe continentali | Coppe continentali | Altre coppe | Altre coppe | Altre coppe | Totale | Totale |
| Stagione            | Squadra             | Comp                | Pres       | Reti       | Comp            | Pres            | Reti            | Comp               | Pres               | Reti               | Comp        | Pres        | Reti        | Pres   | Reti   |
| ------------------- | ------------------- | ------------------- | ---------- | ---------- | --------------- | --------------- | --------------- | ------------------ | ------------------ | ------------------ | ----------- | ----------- | ----------- | ------ | ------ |
| 2007-gen. 2008      | Villarreal C        | TD                  | 15         | 0          | -               | -               | -               | -                  | -                  | -                  | -           | -           | -           | 15     | 0      |
| gen. -giu.2008      | Villarreal B        | SDB                 | 2          | 0          | -               | -               | -               | -                  | -                  | -                  | -           | -           | -           | 2      | 0      |
| 2008-2009           | Villarreal B        | SDB                 | 31+6       | 0+0        | -               | -               | -               | -                  | -                  | -                  | -           | -           | -           | 37     | 0      |
| 2009-2010           | Villarreal B        | SD                  | 31         | 0          | -               | -               | -               | -                  | -                  | -                  | -           | -           | -           | 31     | 0      |
| 2010-2011           | Villarreal B        | SD                  | 8          | 0          | -               | -               | -               | -                  | -                  | -                  | -           | -           | -           | 8      | 0      |
| Totale Villarreal B | Totale Villarreal B | Totale Villarreal B | 72+6       | 0          |                 | -               | -               |                    | -                  | -                  |             | -           | -           | 78     | 0      |
| 2008-2009           | Villarreal          | PD                  | 1          | 0          | CR              | -               | -               | UCL                | 0                  | 0                  | -           | -           | -           | 1      | 0      |
| 2010-2011           | Villarreal          | PD                  | 22         | 0          | CR              | 5               | 0               | UEL                | 11                 | 0                  | -           | -           | -           | 38     | 0      |
| 2011-2012           | Villarreal          | PD                  | 22         | 1          | CR              | 1               | 0               | UCL                | 5                  | 0                  | -           | -           | -           | 28     | 1      |
| 2012-2013           | Villarreal          | SD                  | 28         | 0          | CR              | 0               | 0               | -                  | -                  | -                  | -           | -           | -           | 28     | 0      |
| 2013-2014           | Villarreal          | PD                  | 36         | 1          | CR              | 1               | 0               | -                  | -                  | -                  | -           | -           | -           | 37     | 1      |
| 2014-2015           | Villarreal          | PD                  | 34         | 3          | CR              | 6               | 0               | UEL                | 11                 | 1                  | -           | -           | -           | 51     | 4      |
| 2015-2016           | Villarreal          | PD                  | 33         | 2          | CR              | 1               | 0               | UEL                | 10                 | 0                  | -           | -           | -           | 44     | 2      |
| 2016-2017           | Villarreal          | PD                  | 36         | 0          | CR              | 3               | 0               | UCL+UEL            | 2+2                | 0                  | -           | -           | -           | 43     | 0      |
| 2017-2018           | Villarreal          | PD                  | 32         | 2          | CR              | 1               | 0               | UEL                | 5                  | 0                  | -           | -           | -           | 38     | 2      |
| 2018-2019           | Villarreal          | PD                  | 31         | 1          | CR              | 1               | 0               | UEL                | 8                  | 0                  | -           | -           | -           | 40     | 1      |
| 2019-2020           | Villarreal          | PD                  | 25         | 0          | CR              | 3               | 0               | -                  | -                  | -                  | -           | -           | -           | 28     | 0      |
| 2020-2021           | Villarreal          | PD                  | 24         | 0          | CR              | 1               | 0               | UEL                | 4                  | 0                  | -           | -           | -           | 29     | 0      |
| 2021-2022           | Villarreal          | PD                  | 12         | 0          | CR              | 3               | 0               | UCL                | 2                  | 0                  | SU          | 1           | 0           | 18     | 0      |
| Totale Villarreal   | Totale Villarreal   | Totale Villarreal   | 336        | 10         |                 | 26              | 0               |                    | 60                 | 1                  |             | 1           | 0           | 423    | 11     |
| 2022-2023           | Watford             | FLC                 | 31         | 0          | FACup+CdL       | 1+1             | 0+0             | -                  | -                  | -                  | -           | -           | -           | 33     | 0      |
| 2023-2024           | Elche               | SD                  | 32         | 3          | CR              | 2               | 0               | -                  | -                  | -                  | -           | -           | -           | 34     | 3      |
| 2024-2025           | Elche               | SD                  | 6          | 0          | CR              | 0               | 0               | -                  | -                  | -                  | -           | -           | -           | 6      | 0      |
| Totale Elche        | Totale Elche        | Totale Elche        | 38         | 3          |                 | 2               | 0               |                    | -                  | -                  |             | -           | -           | 40     | 3      |
| Totale Carriera     | Totale Carriera     | Totale Carriera     | 492+6      | 13         |                 | 30              | 0               |                    | 60                 | 1                  |             | 1           | 0           | 589    | 14     |

### Cronologia presenze e reti in nazionale
| Cronologia completa delle presenze e delle reti in nazionale ― Spagna | Cronologia completa delle presenze e delle reti in nazionale ― Spagna | Cronologia completa delle presenze e delle reti in nazionale ― Spagna | Cronologia completa delle presenze e delle reti in nazionale ― Spagna | Cronologia completa delle presenze e delle reti in nazionale ― Spagna | Cronologia completa delle presenze e delle reti in nazionale ― Spagna | Cronologia completa delle presenze e delle reti in nazionale ― Spagna | Cronologia completa delle presenze e delle reti in nazionale ― Spagna |
| Data                                                                  | Città                                                                 | In casa                                                               | Risultato                                                             | Ospiti                                                                | Competizione                                                          | Reti                                                                  | Note                                                                  |
| --------------------------------------------------------------------- | --------------------------------------------------------------------- | --------------------------------------------------------------------- | --------------------------------------------------------------------- | --------------------------------------------------------------------- | --------------------------------------------------------------------- | --------------------------------------------------------------------- | --------------------------------------------------------------------- |
| 12-10-2015                                                            | Kiev                                                                  | Ucraina                                                               | 0 – 1                                                                 | Spagna                                                                | Qual. Euro 2016                                                       | 1                                                                     |                                                                       |
| 13-11-2015                                                            | Alicante                                                              | Spagna                                                                | 2 – 0                                                                 | Inghilterra                                                           | Amichevole                                                            | 1                                                                     |                                                                       |
| 27-3-2016                                                             | Cluj-Napoca                                                           | Romania                                                               | 0 – 0                                                                 | Spagna                                                                | Amichevole                                                            | -                                                                     |                                                                       |
| Totale                                                                |                                                                       | Presenze                                                              | 3                                                                     |                                                                       | Reti                                                                  | 2                                                                     |                                                                       |

## Palmarès

### Club

#### Competizioni internazionali
- UEFA Europa League: 1

Villarreal: 2020-2021